# Club Social y Deportivo General Roca
El Club Social y Deportivo General Roca, conocido informalmente como Deportivo Roca o simplemente Depo Roca, es una institución deportiva de Argentina que se desempeña principalmente en básquet, fútbol, natación. Se sitúa en la ciudad de General Roca, en la Provincia de Río Negro. El club fue fundado el 1 de septiembre de 1974, producto de la fusión de los clubes Rio Negro, Italia Unida y Tiro Federal. Su clásico rival es el Club Atlético y Social Argentinos del Norte, de la misma ciudad.

## Fútbol
El club ha jugado en la máxima categoría del fútbol argentino en dos oportunidades, al clasificar para participar del Torneo Nacional de 1978 y 1982.
En 1978 finalizó 5.º de 8 equipos en el Grupo C, ganando cinco encuentros, empatando 4 y perdiendo otros cinco. Entre sus más destacados resultados se encontró la victoria 1-0 en condición de local ante el Argentinos Juniors de Diego Armando Maradona y el triunfo por 1-0 como visitante ante Rosario Central.
En 1982 finalizó 6.º de 8 equipos, aunque cabe destacar sendas victorias ante Racing Club por 2-0 en condición de local y 3-1 como visitante.
También se destaca la formación en el club de jugadores como Leonardo Ulloa, campeón de la Premier League con el Leicester City. Actualmente se encuentra jugando en el Club Rayo Vallecano (España)- Gustavo Canales (ex River Plate, retirado) -Miguel Caneo (ex Boca Juniors, en CD El Verde (Bragado) - Pablo Batalla (ex Vélez Sarsfield, en Bursaspor, Turquía) - Gaston Gil Romero (ex Estudiantes de La Plata, en Atlético Tucumán) - Facundo Mura (ex Estudiantes de La Plata, en Racing)

### Actualidad
En 1995 clasificó a la edición inaugural del Torneo Argentino A. En aquel torneo, el equipo no realizó una buena campaña, pero logró evitar el descenso. Sin embargo, no participó en la temporada de 1996/97 y retornó a su liga.
A mediados de 2001, logró su primer ascenso al Argentino B, donde permanecería hasta 2005 cuando sufrió su primer descenso, y retornaría para la temporada 2006/07. A pesar de sus participaciones poco exitosas, se destacó su desempeño en las temporadas 2010/11, logrando alcanzar la promoción a pesar de perderla ante Alumni, y 2011/12, donde disputó la final por el primer ascenso cayendo en penales ante Alvarado.
Finalmente fue invitado en 2014 a participar del Torneo Federal A, reemplazante del Argentino A, categoría en la que participó hasta el 24 de marzo de 2019, cuando perdió ante el ya descendido Club Atlético Independiente (Neuquén) por 4-1 y descendió al Torneo Regional Federal Amateur.
En el 2019 logró clasificar a la Fase Final de la Copa Argentina tras vencer en primera fase a su clásico rival Club Cipolletti y en la segunda fase a Club Atlético Alvarado de Mar del Plata.
A nivel local juega en la Liga Deportiva Confluencia, es el segundo equipo más laureado con 14 títulos. Su última conquista fue el Apertura 2021, certamen en el que venció en la final a Cipolletti por un resultado global de 3 a 2.
Eliminado en octavos de final del Torneo Regional Amateur 2021 por J. J. Moreno.

## Rivalidades
Su clásico rival histórico es el Club Atlético y Social Argentinos del Norte, que actualmente disputa el Torneo Regional Federal Amateur, y además posee una gran rivalidad con el Club Cipolletti de la ciudad homónima, con quien disputa el clásico rionegrino, habiéndose dado enfrentamientos entre sí en el Federal A. Otro de sus rivales regionales es el Club Atlético Independiente (Neuquén), al cual también se ha enfrentado en varias ocasiones en el Torneo Federal A.

## Jugadores

### Plantilla 2023
- Actualizado el 6 de Abril de 2023

## Uniforme
• Uniforme titular: Camiseta totalmente naranja, pantalón azul y medias color naranja.
• Uniforme suplente: Camiseta azul con mangas azul Francia, pantalón y medias completamente azules.

## Mundialito Infantil de Clubes
El estadio "Luis Maiolino" es el escenario del acto inaugural, de las semifinales y jornada de clausura del Mundialito Infantil de Clubes que se inició en 1988 y en el cual han brillado grandes figuras nacionales e internacionales como Juan Sebastián Verón, Pablo Aimar, Denilson, Radamel Falcao García, Manuel Neira, Sixto Peralta, Andrés Silvera, César La Paglia, Rodrigo Braña, Mario Santana, Leandro Cufré, Fabricio Coloccini, Federico Insúa, Ernesto Farías, Pablo Barrientos, Pablo Batalla, José Leonardo Ulloa, Gastón Gil Romero, entre otros.
El torneo cuenta con más de 260 equipos por año, 32 subsedes y la participación de miles de jugadores. Consta de un certamen previo llamado Premundialito y el mismísimo Mundialito disputado tanto en la provincia de Río Negro como en la de Neuquén. 
A lo largo de estos años han participado de los distintos Mundialitos equipos de gran importancia como: Boca Juniors, River Plate, Vélez Sarsfield, Independiente de Avellaneda, San Lorenzo de Almagro, Lanús, Ferrocarril Oeste, Platense, Newell´s Old Boys de Rosario, Argentinos del Norte, Estudiantes y Gimnasia La Plata, Scafa de Pescara Italia, Gremio y Victoriano Arenas.

## Básquet
Deportivo Roca en el año 1993, salió campeón de la segunda división del básquetbol argentino (TNA 92-93), al vencer en la serie final del torneo a Independiente de General Pico "barriendo" la serie por 3 a 0.
La obtención del torneo le permitió ascender a la Liga Nacional de Básquet para la temporada 93-94.
El primer equipo logró la permanencia en la primera división de la liga, la Liga Nacional de Básquetbol hasta el año 1999. Para 2002, el equipo de básquet descendió a la Liga Nacional B.
Juan Ignacio Sánchez, base de la selección Argentina de básquetbol entre 1998 a 2006 y medallista olímpico en Atenas 2004, fue jugador un jugador profesional de la institución.
Al finalizar el año 2013 se plantea crear el Departamento de Básquet del Club Social y Deportivo Roca de la mano de Leonardo Ansaloni, Diego Casemayor y Nestor Rodríguez, junto al presidente del club Jorge Escaris.
En la actualidad el club cuenta con formativas en las ramas masculinas y ramas femeninas de U13, U15, U17, U19 y primera división, participando de torneos Federales, integración, etc.
- Temporadas en primera división (LNB): 6 (1993/94, 1994/95, 1995/96, 1996/97, 1997/98,1998/99 )
- Temporadas en segunda división: 5
  - Temporadas en Primera Nacional B: 1 (1991/92)
  - Temporadas en Torneo Nacional de Ascenso: 4 (1992/93, 1999/00, 2000/01, 2001/02)
- Temporadas en tercera división: 4
  - Temporadas en Torneo Federal de Básquetbol: 4 (2011/12, 2012/13,[24] 2013/14,[25] 2022)

## Natación
En el natatorio del Club ubicado en el complejo Deportivo "Pablo Verani" de la calle Gobernador Castello y Ruta Nacional N° 22, practican natación chicos y chicas de distintas edades que no solo aprenden a nadar sino también participan en distintos eventos locales, regionales, provinciales, patagónicos, organizados por el club o bien por otras instituciones.

## Instalaciones
El club actualmente cuenta con las siguientes instalaciones: Sede social, sala de juegos y cancha de básquet El Cajón, dichas instalaciones se encuentran en la calle Belgrano y Tucumán en pleno centro de la ciudad.

### Estadio de fútbol
El Estadio Luis Maiolino, cuenta con una capacidad para 8000 personas y su superficie es de césped sintético. El Luis Maiolino es uno de los estadios de fútbol con mayor capacidad de la provincia de Río Negro. Fue inaugurado en 1974 tras la fusión de los tres clubes que dieron lugar a la creación del Deportivo Roca. La cancha fue aportada por el club Italia Unida, uno de los miembros del trío fusionado.
Complejo deportivo: 11 canchas de tenis, paddle, fútbol, hockey, pileta olímpica, pileta corta cubierta, salón, zona de parrillas, pensión, gimnasio.